# Georgiska köket

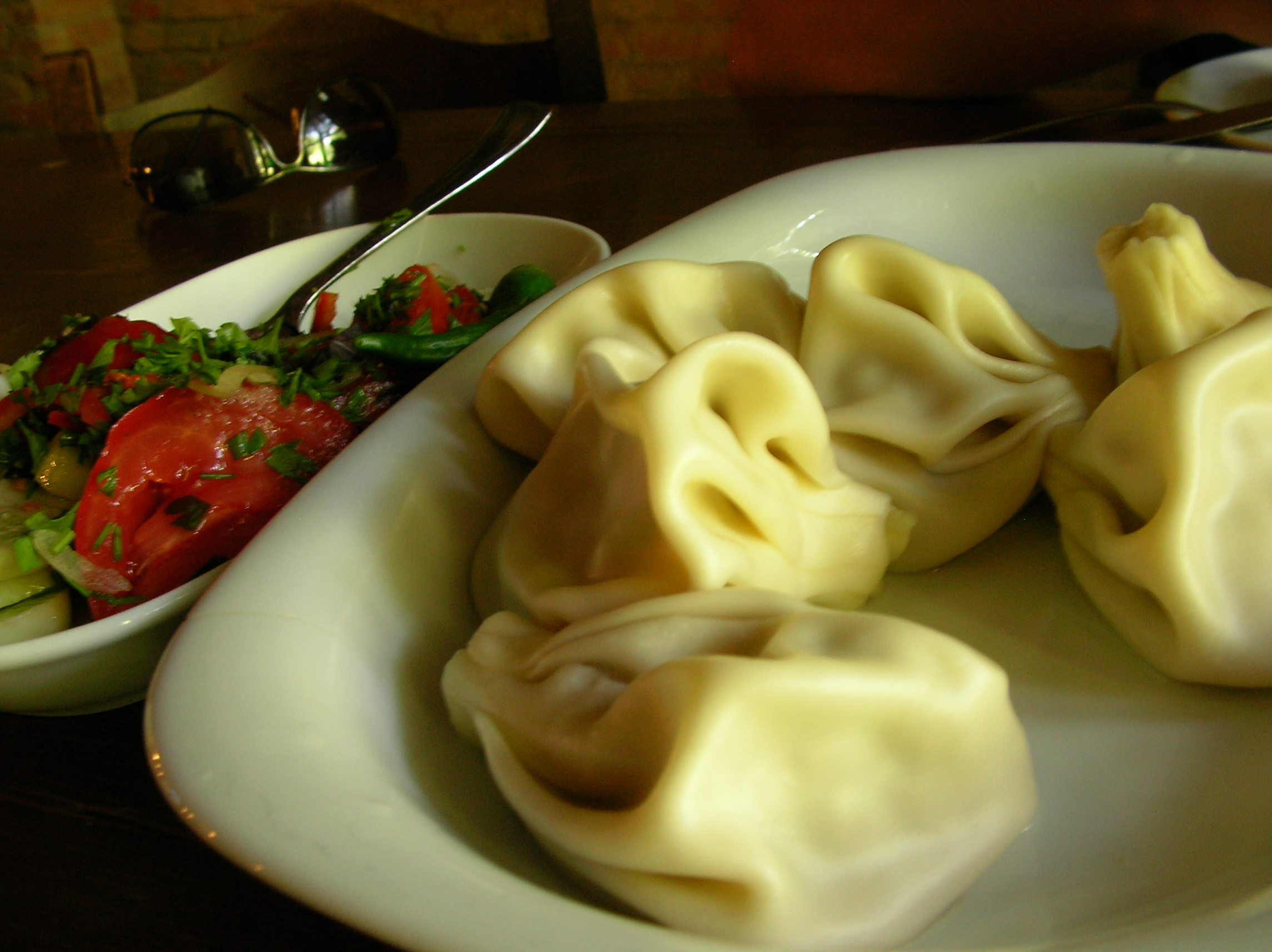
Georgiska khinkali, en georgisk variant av klimpar och kanske det enda, förutom förödelse, som mongolerna lämnade efter sig på 1200-talet.

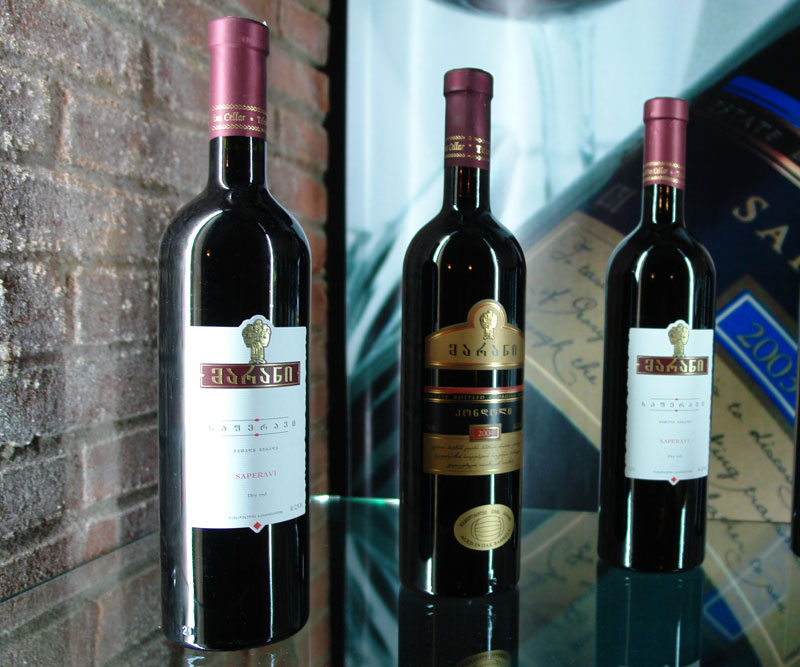
Georgiskt vin. Här vin gjort på druvsorten saperavi av en tillverkare med huvudkontor i Telavi, Kachetien, i östra Georgien.

Det georgiska köket (georgiska: ქართული სამზარეულო kartuli samzareulo) är matkulturen i landet Georgien och den mat som tillagas av georgier över hela världen. Köket har influenser från många håll och landet ligger också precis på gränsen mellan Asien och Europa. Vi hittar västerländska och grekiska inslag. Det finns influenser från mellanöstern och Persien. Ryssland ligger i norr, Turkiet och Armenien i söder. Allt detta blandas i Georgien som har utvecklat en alldeles egen särart. Det finns ett stort antal maträtter med många olika örter och kryddor. Georgierna är stolta över sina runt 150 unika ostar och mer än 450 inhemska druvsorter. De hyser också stor entusiasm för vilda ätliga växter. Valnötter används flitigt och ingår ofta i både grytor, såser och efterrätter. Georgien har fått två utmärkelser av UNESCO för mat och dryckeskultur. Alla regioner i Georgien har sina egna specialiteter och sina egna viner. Maten består, förutom av många olika vegetariska maträtter, också av kötträtter, ägg, fisk och skaldjur. I den enda georgiska kokbok som finns på svenska presenteras över 100 recept och ett flertal ostar. Viner ges en kort översikt. I den första kokbok med georgiska recept som kom ut på engelska (första upplaga 1993) finns 150 recept samt en översikt med lämpliga menyer vid speciella fester.
| ”                   | Varje georgisk maträtt är en dikt | „ |
| – Aleksandr Pusjkin |                                   |   |

## Supra

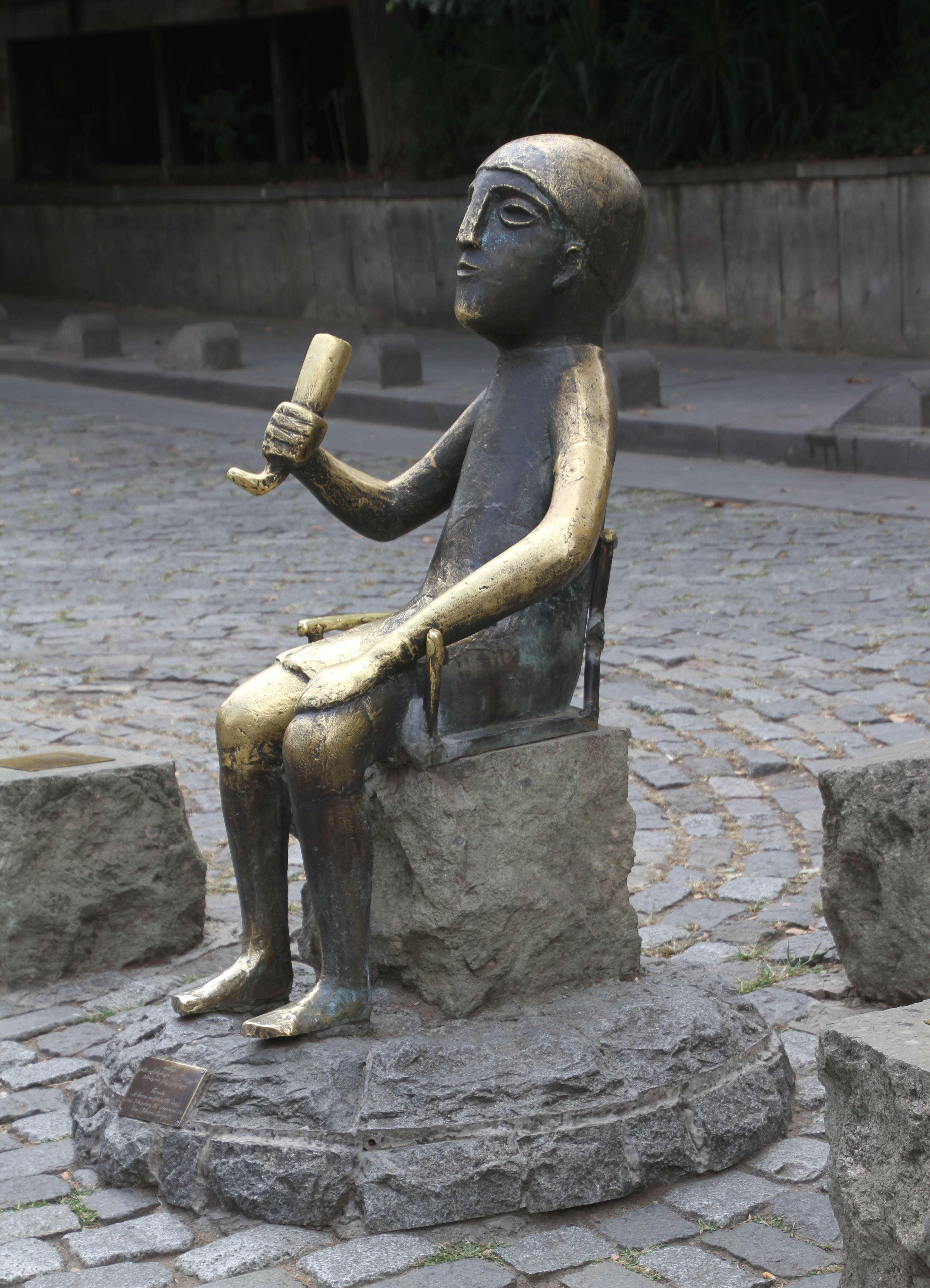
Skulptur av en tamada utanför Sionikatedralen i Tbilisi. Han förrättar tal samtidigt som han håller i dryckeshornet, khantsi. När han sveper hornet får alla andra också svepa sina små glas och säga gaumarjos sakartvelo! ("skål för Georgien!")

Till fester, så kallade supra, tillagas alltid en stor mängd rätter serverade tillsammans med en stor mängd vin. En supra påminner lite om tapas beträffande mångfalden. En supra varar typiskt mellan fyra och sex timmar. Under festen är tamadans (toastmasterns) roll mycket central och en bra och underhållande tamada anses vara en stor konstnär. Tidigare kunde man till och med gå en utbildning i Tbilisi för att bli en bra tamada. En supra har många speciella etikettsregler och påminner om någon slags rituell måltid, samtidigt som det kan vara uppsluppet med levande musik och en tamada som "stand up comedian". Man får inte tala med bordsgrannen under talen och man smuttar inte på vinet. Det är ofint. Tamadan kan också ge ordet till andra gäster och värden/värdinnan skall alltid hedras och talas väl om. Sen kan man skåla för allt som är värt att skåla för. På en begravningssupra förekommer inte musik eller skämtsamma tal. Supra är en tradition som har placerats på UNESCOs lista över immateriellt kulturarv.

## Vin

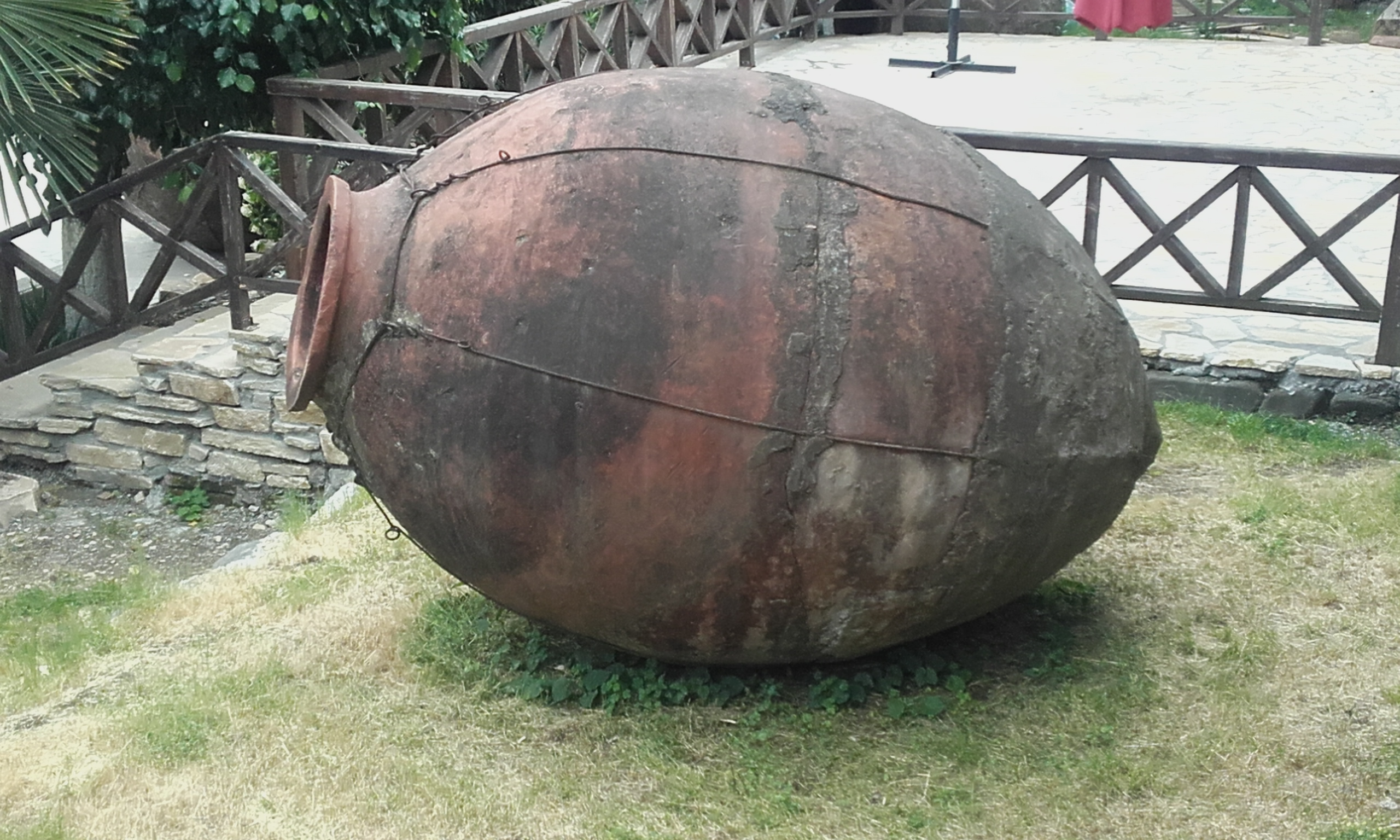
En kvevri som har grävts upp och ligger till beskådan för turisterna på Kindzmaraulis anläggning i Kachetien. Detta är en standardkvevri som rymmer ca. 1200 liter.

Georgien är en av Europas äldsta vinproducenter. De bördiga dalarna i södra Kaukasien, där Georgien ligger, anses av många arkeologer vara världens äldsta område för odling av vindruvor och produktion av vin. Detta skedde för 8 000 år sedan under neolitikum. På grund av den mångtusenåriga tillverkningen av vin i Georgien är vintraditionen mycket viktig för folket. Vin (georgiska: ghvino ღვინო) är en del av landets identitet, en del av den nationella själen. När Georgien kristnades på 300-talet av Sankta Nino bar hon ett kors gjort av två kvistar av vinranka med sig under sitt missionerande. Sankta Nino är Georgiens nationalhelgon och ett georgiskt kors heter vinkors. Originalkorset kan beskådas i Sionikatedralen i Tbilisi. (Vinkors på georgiska: ჯვარი ვაზისა, jvari vazisa).
Det som utmärker Georgien speciellt är att man har hållit fast vid det urgamla bruket av stora amforor, kvevris, där vinet får jäsa med druvskal, och ibland stjälkar, under hela vinifikationsprocessen. Det är kvevrimetoden som har den andra placeringen på UNESCOs lista. Kvevrimetoden resulterar i så kallat orangevin om man använder gröna druvor, som till exempel rkatsiteli eller mtsvane. Även blå druvor processas i kvevri och bland dem är saperavi helt klart dominerande. Kvevrin grävs ner i markplan i ett uthus eller i bottenvåningen av bostadshuset. Denna typ av vineri kallas marani på georgiska. Armenien har f.ö. samma typ av vintillverkning.

## Lista över maträtter

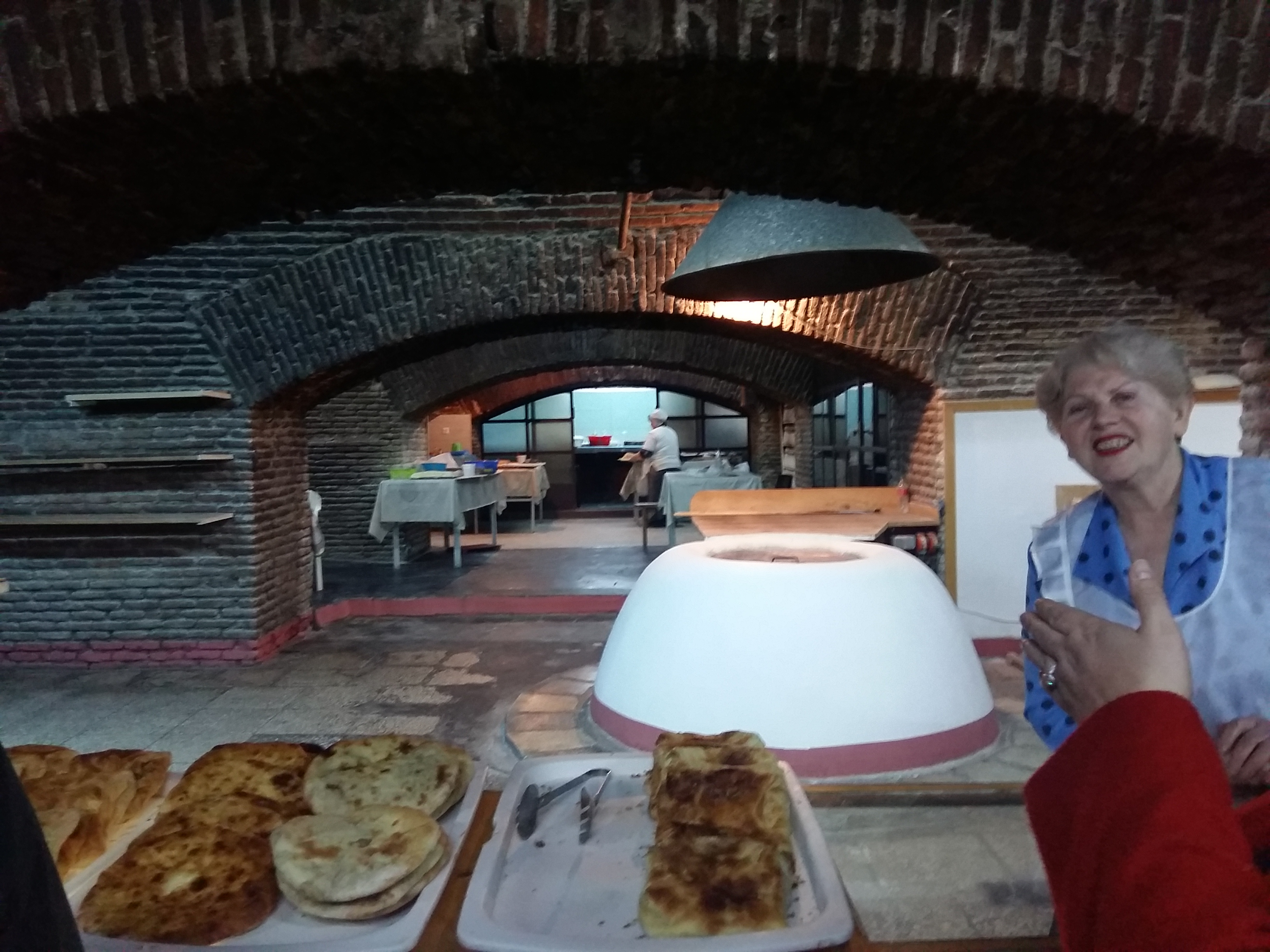
Ett berömt bageri i Kala (gamla stan) i Tbilisi. Bageriet har varit i drift sedan 1500-talet och på bilden ser vi en tone (ugn) och georgisk pizza, khachapuri, i förgrunden.

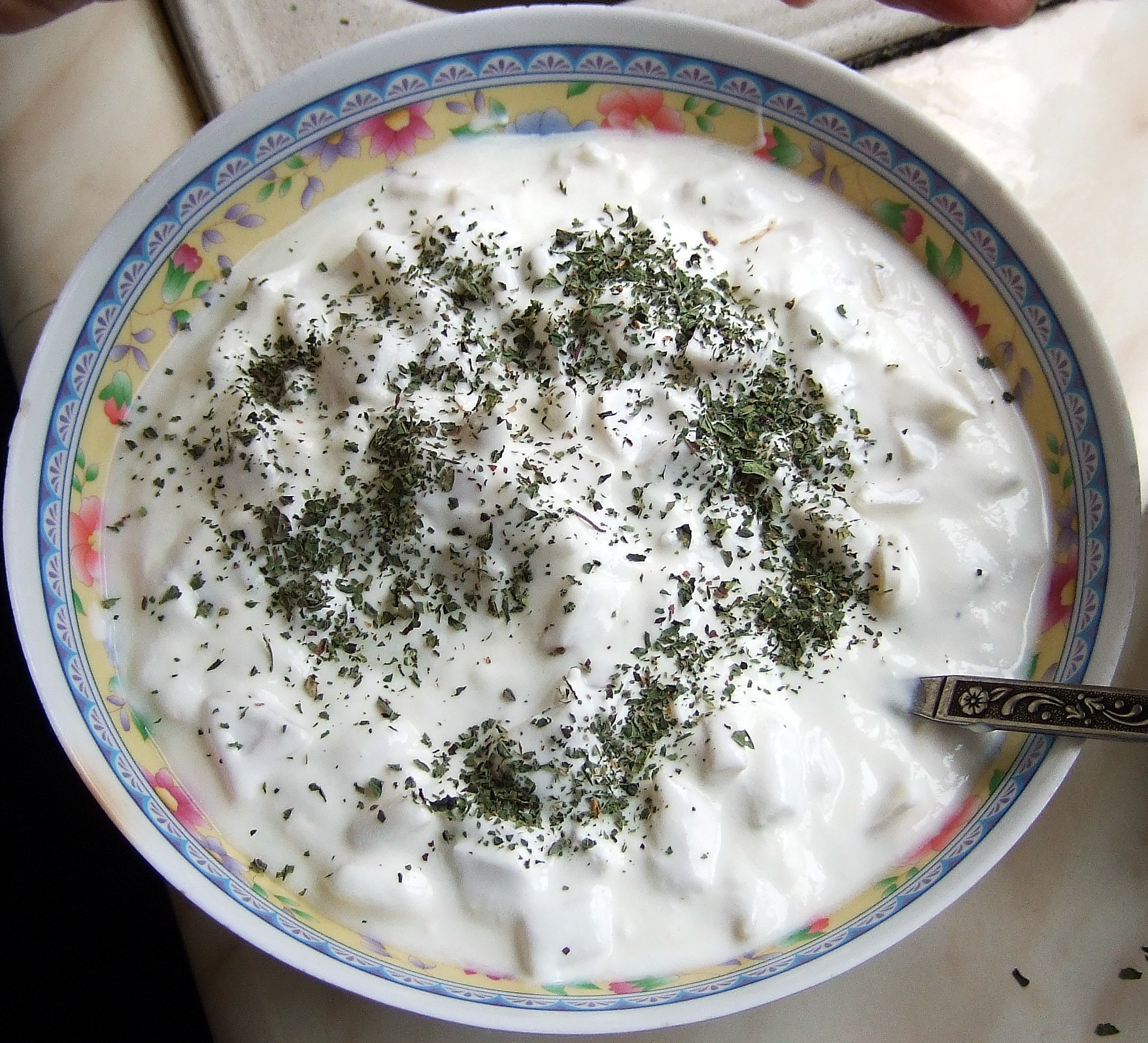
Matsoni, kaukasisk yoghurt vars namn har armeniskt ursprung. Detta är en essentiell del i matkulturen. Här garnerad med mynta.

Exempel på traditionella georgiska maträtter.
- Adjika - chilipasta med kryddor och vitlök, en specialitet från främst Abchazien.
- Badrijani - aubergine med valnötscreme, ofta som rullar och nästan obligatoriskt på matbordet.
- Khachapuri - ibland liknande pizza och ibland inbakad men platt, oftast med ost. Det finns många regionala varianter.
- Khinkali - georgiska klimpar/dumplings
- Kindzmari - koriandersås
- Lavash - klassiskt tunnbröd som finns i stora delar av Mellanöstern, Armenien och annorstädes.
- Lobio - böngryta, men också ordet för bönor i allmänhet på georgiska och armeniska. Lobio som maträtt i sin enklaste form är identiskt med svenska bruna bönor.
- Mtsvadi - grillspett
- Nasharabi - granatäpplesås
- Pkhali - grönsakröra, paté eller bollar, ofta med valnötter, spenat, mangold och aubergine. En hel vegetarisk kategori.[15]
- Satsivi - valnötssås som ofta serveras med kyckling eller kalkon.
- Sjoti - kanotformat bröd gjort i typiskt persisk/indisk tandooriugn.
- Tjanachi - köttgryta
- Tjurtjchela - traditionell sötsak gjord av bland annat valnötter
- Tolma - georgiska kåldolmar/vindolmar.
- Tonis puri - traditionellt bakat bröd (puri säger man också i Indien[10])

## Örter och grönsaker

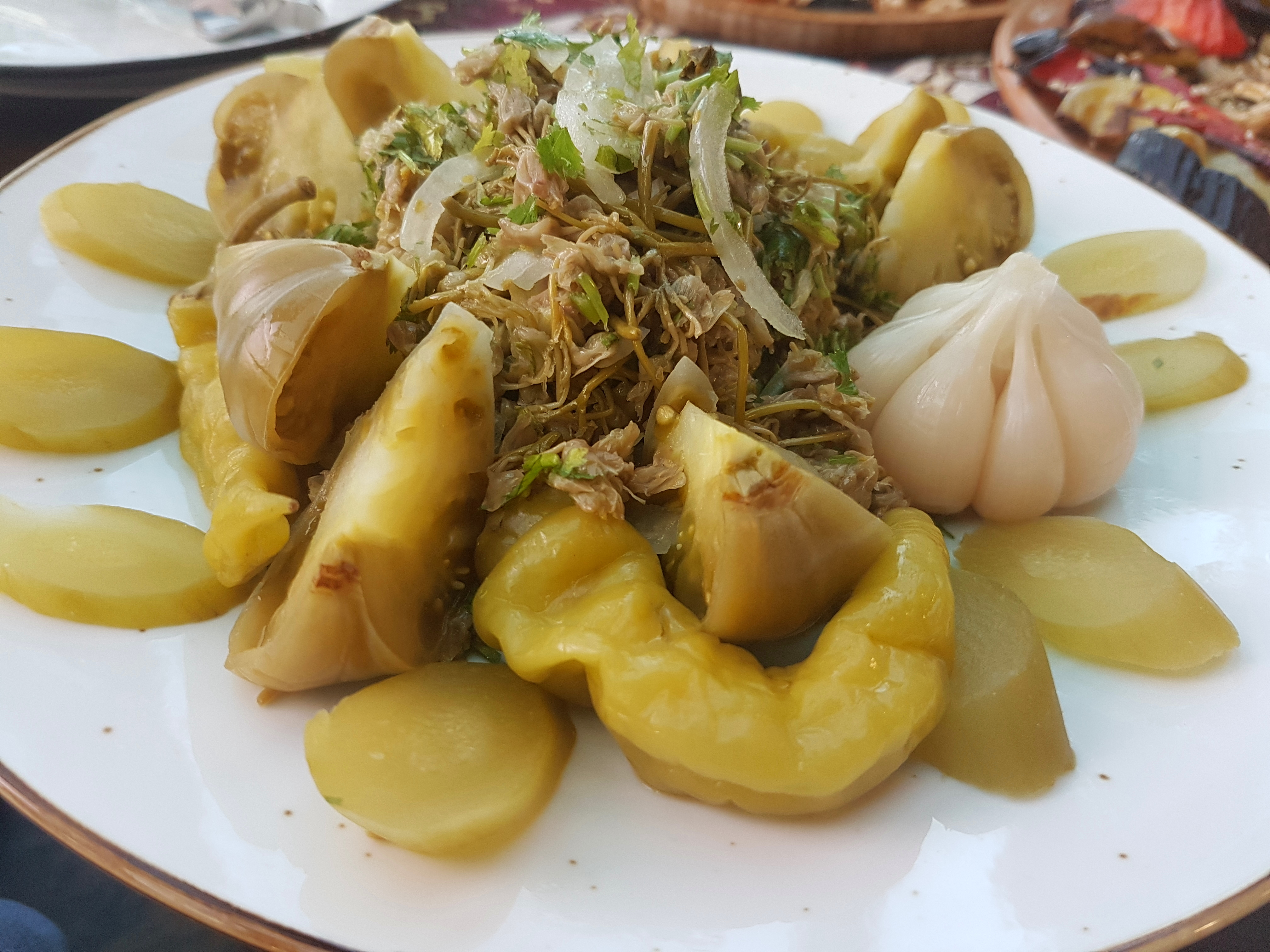
Sallad på mjölksyrade grönsaker, bland annat kaukasisk pimpernöt.

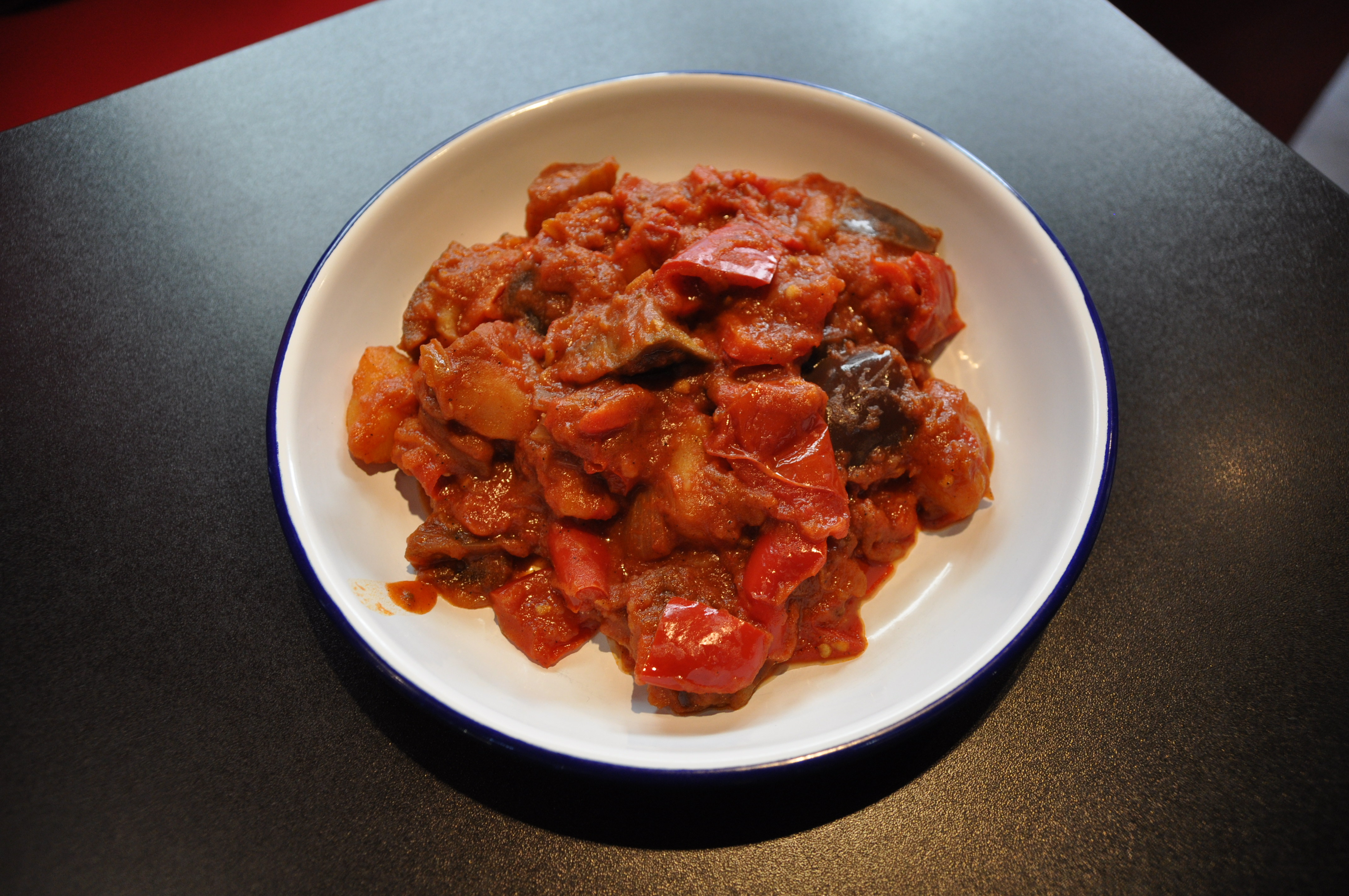
Ajapsandali.

Georgierna använder en del för oss okända ingredienser och minst 100 olika vilda växter ingår i dieten. En del känner vi såklart igen som exempelvis nässlor, ramslök och vildplommon (krikon). Koriander, dragon, vitlök och chili används i stor utsträckning, men maten är inte speciellt kryddstark. När det gäller grönsaksrätter som till exempel phkali och grytan ajapsandali så är möjligheterna till variation obegränsade. Mångfalden är överväldigande. Kokboksförfattarna Lundqvist och Pruth hävdar att de identifierat hundra georgiska recept, bara på rätter där det ingår aubergine, men de presenterar bara tio i sin bok. Georgierna har såklart alla de vanliga grönsakerna som vi också har, så här följer en lista med exempel på ovanliga örter, kryddor och grönsaker som används i det georgiska köket.
- Berberis - röda bär som också används flitigt i Persien.
- Danduri - portlak (Portulaca oleracea)
- Ekala - smilax/sarsaparill är en klätterväxt som fermenteras eller ätes färsk på våren.
- Imereti-saffran - torkade och malda tagetesblommor.
- Jonjoli - fermenterade blomklasar av Kaukasisk pimpernöt (Staphylea colchica)
- Khmeli-suneli - torra kryddblandningar som kan kallas georgisk curry. Finns många olika som kan köpas på marknaderna.
- Kondari - Sommarkyndel (Satureja hortensis) används färsk och torkad i kött- och grönsaksgrytor.
- Körsbärskornell - en buske som har syrliga bär som syltas och saftas.
- Rekhani - röd basilika med peppar och lakritssmak
- Tsitsmati - georgisk senapskål/ruccola
- Utskho-suneli - malda frön från blåväppling.

## Ostar

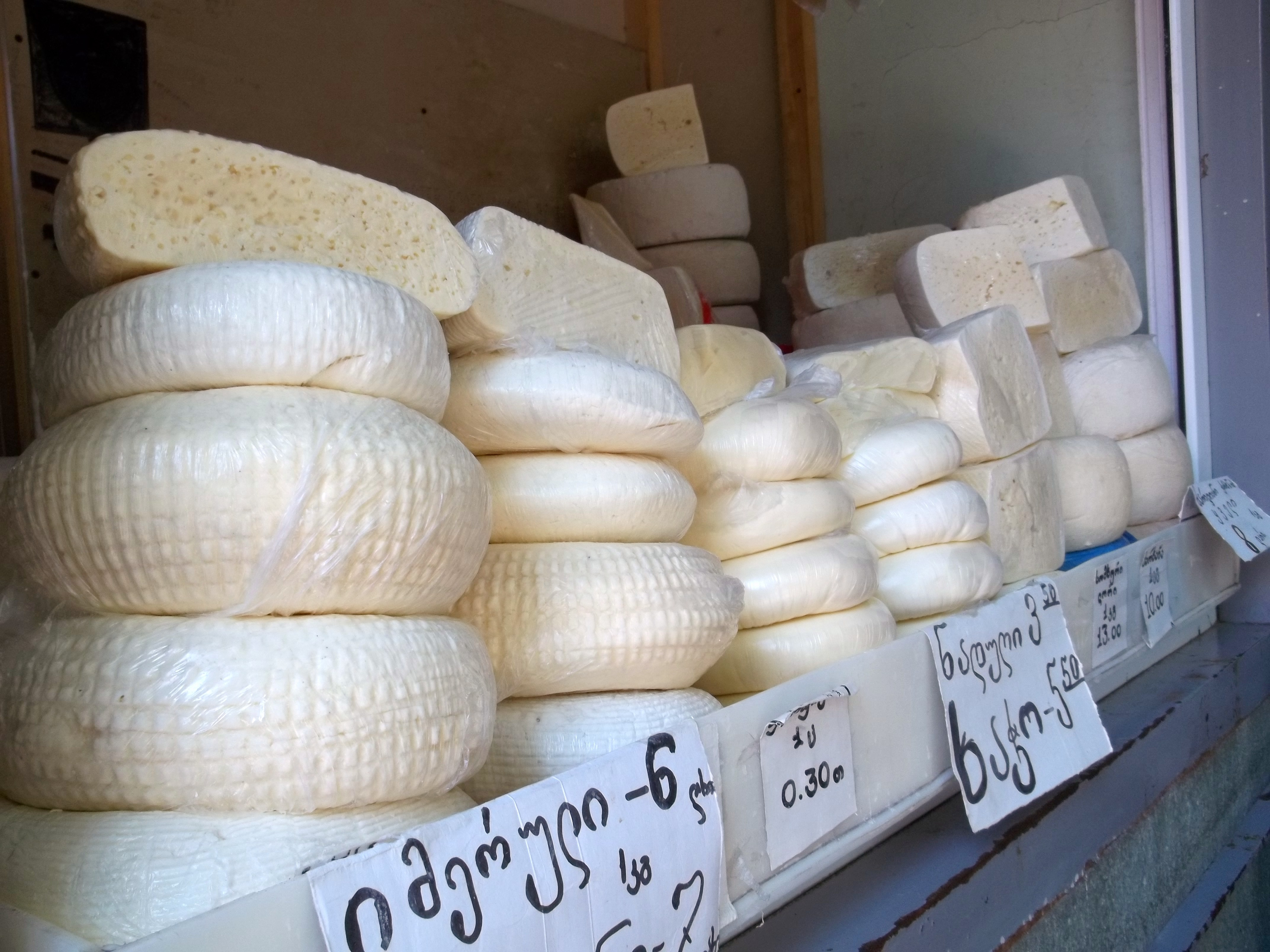
Imeruli i ett oststånd i Tbilisi.

Under den sovjetiska eran bestämdes att det bara skulle finnas fyra ostar. Men traditionen med lokala specialiteter överlevde till stora delar i byarna ändå. 2019 pågick ett forskningsprojekt med att dokumentera det kulinariska arvet på ostsidan för att rädda recepten för framtiden, ingen vet nämligen om ostarna är 100 eller kanske till och med 250 olika varianter. (Ost på georgiska: ყველი qveli.)
- Chechili - ost med chili, också kallad "rödost".[19]
- Dambalkhacho - georgisk mögelost
- Guda - lagrad salt fårost från regionen Tusheti.
- Imeruli - syrlig och salt vit porös hårdost från Imeretien.
- Karkhunili - ost gjord på en blandning av fårmjölk och komjölk.
- Nadugi - färskost som liknar ricotta och som ofta blandas med mynta.
- Suluguni - påminner om mozzarella. Den rökta varianten har mycket lång hållbarhet.
- Tenili - en salt ost i trådform från regionen Meskheti (södra centrala Georgien).

## Drycker

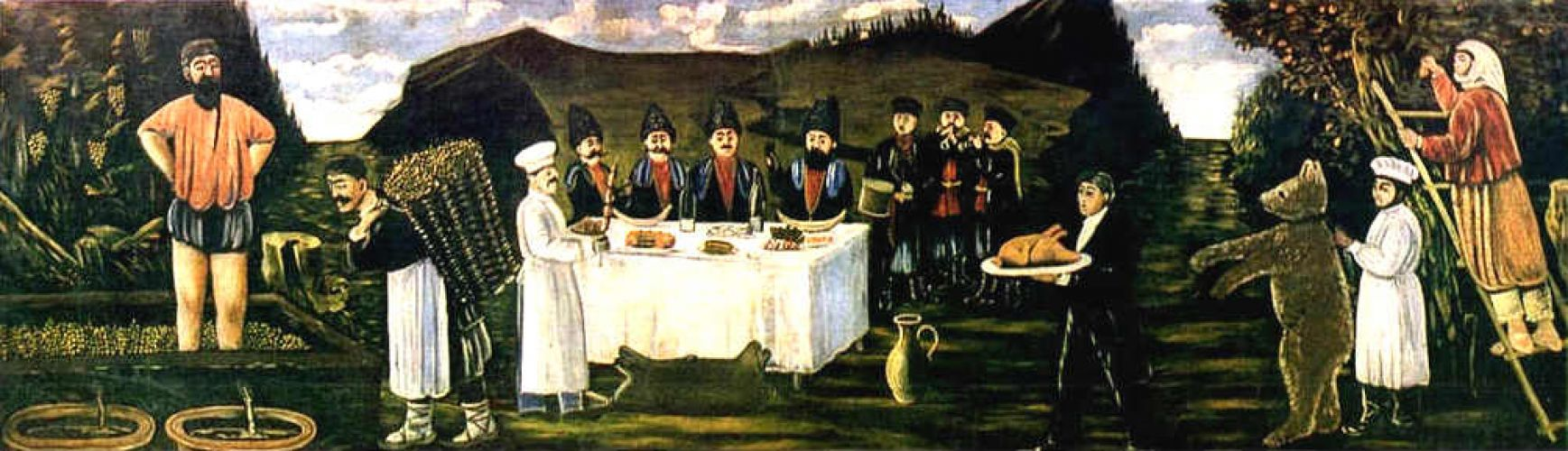
"Skördefest" av Georgiens mest berömde konstnär Niko Pirosmani.

Det finns fina märken av chacha och cognac, samt flera tillverkare av öl och tarkhunaläsk.
- Borjomi - världsberömt mineralvatten från orten med samma namn.
- Chacha - spritdryck, vanligtvis hemgjort destillat av bottensatsen från kvevrin och då i praktiken samma sak som grappa. Chacha görs också på andra frukter och bär.
- Cognac - Georgien gör bra cognac sedan David Sarajishvili startade tillverkning i Tbilisi 1884.
- Nabeglavi - mineralvatten från en by i västra Georgien med samma namn.
- Natakhtari - georgisk öl (lager).
- Taplis araki - honungsvodka från västra Georgien.
- Tarkhuna läsk - Grön läskedryck smaksatt med dragon. Mycket populär också i Armenien.
- Zedazeni - lageröl

## Restauranger
I det som utgör före detta Sovjetunionen är förekomsten av georgiska restauranger mycket utbredd. I synnerhet finns det många i Moskva. Men även städer som till exempel Sankt Petersburg och Riga har ett flertal. Stora västerländska metropoler som London, Paris och New York har också många. I Stockholm finns två, i Göteborg en, men Malmö saknar georgisk restaurang (December 2023). Den mest legendariska georgiska restaurangen utanför Georgien, Aragvi i Moskva, stängde dock permanent år 2019. Aragvi i Moskva var kommunistpartiets och Josef Stalins favoritställe, det var en restaurang förbehållen Sovjets elit och den hade anor från Ryska imperiet och 1700-talet.